# Koldingvej (Vejle)
Koldingvej er en del af sekundærrute 170 med start umiddelbart syd for centrum af Vejle og ender i Viuf. Vejen har ved Vejle en 1.360 meter lang bakke startende øst for Ribevej, og stiger mod vest og syd med en gennemsnitlig stigning på 4,4 procent.

## Cykling
Motionscykelløbet Grejsdalsløbet benytter Koldingvej som én ud af 23 stigninger.
3. etape af Tour de France 2022 havde efter 27,5 km en bjergspurt på Koldingvej. Det var den første af etapens tre spurter til den prikkede bjergtrøjes regnskab i Tour de France 2022. Fordi løbet havde fransk arrangør, var spurten og bakken døbt “Côte de Koldingvej”. Spurten blev vundet af danske Magnus Cort fra EF Education-EasyPost.